# Emails I Can't Send Tour
L'Emails I Can't Send Tour è il quarto tour della cantautrice statunitense Sabrina Carpenter, a supporto del suo quinto album in studio Emails I Can't Send (2022).

## Antefatti
Il 15 agosto 2022, Carpenter ha annunciato la prima tappa nordamericana del tour, composta originariamente da dodici date. In seguito alla grande richiesta del pubblico, una seconda data a New York è stata aggiunta per il 5 ottobre 2022, e una data a Toronto è stata aggiunta per il 10 ottobre 2022. Il 24 settembre 2022, Carpenter ha annunciato che Girlhouse sarebbe stata l'artista d'apertura delle prime quattordici date del tour.
Il 12 dicembre 2022 la cantante ha confermato la seconda tappa nordamericana, con trentasei date previste tra marzo e maggio 2023. In seguito alla grande richiesta del pubblico, ulteriori date sono state aggiunte a San Francisco per il 14 aprile 2023 e a New York per il 10 maggio 2023.
A gennaio 2023 vengono annunciate le date europee, seguite a marzo dall'annuncio delle date asiatiche.

## Scaletta
Le scalette non sono rappresentative di tutti i concerti.
Nord America (2022)
1. Emails I Can't Send
2. Bet U Wanna
3. Vicious
4. Read Your Mind
5. Medley: Already Over/Bad for Business/Skinny Dipping
6. Tornado Warnings
7. How Many Things
8. Can't Blame a Girl for Trying
9. Cover (diversa per ogni data)1
10. Nonsense
11. Paris
12. Honeymoon Fades
13. Sue Me
14. Fast Times

Encore
1. Decode
2. Because I Liked a Boy

1Note: Cover eseguite a rotazione tra Bust Your Windows di Jazmine Sullivan, You're So Vain di Carly Simon e Like a Virgin di Madonna.
Show rivisitato (2023)
1. Emails I Can't Send
2. Read Your Mind
3. Feather
4. Bad for Business
5. Skinny Dipping
6. Things I Wish You Said
7. Tornado Warnings
8. Opposite
9. Bet U Wanna
10. Cover (diversa per ogni data)2
11. Already Over
12. How Many Things
13. Vicious
14. Fast Times
15. Paris
16. Honeymoon Fades
17. Sue Me
18. Decode

Encore
1. Nonsense
2. Because I Liked a Boy

2Cover:
- 16 marzo: Dreams di Fleetwood Mac;
- 17 marzo: ...Baby One More Time di Britney Spears;
- 20 marzo: Hopelessly Devoted To You di Olivia Newton-John;
- 24 marzo: Hopelessly Devoted To You di Olivia Newton-John;
- 25 marzo: ...Baby One More Time di Britney Spears;
- 26 marzo: You're So Vain di Carly Simon;
- 28 marzo: ...Baby One More Time di Britney Spears;
- 30 marzo: Hopelessly Devoted To You di Olivia Newton-John;
- 1º aprile: ...Baby One More Time di Britney Spears;
- 2 aprile: Dreams di Fleetwood Mac;
- 5 aprile: You're So Vain di Carly Simon;
- 6 aprile: Hopelessly Devoted To You di Olivia Newton-John;
- 8 aprile: Man! I Feel Like a Woman di Shania Twain;
- 11 aprile: Man! I Feel Like a Woman di Shania Twain;
- 14 aprile: Hopelessly Devoted To You di Olivia Newton-John;
- 15 aprile: ...Baby One More Time di Britney Spears;
- 16 aprile: Bust Your Windows di Jazmine Sullivan;
- 20 aprile: A Thousand Miles di Vanessa Carlton;
- 22 aprile: You're So Vain di Carly Simon;
- 23 aprile: You're So Vain di Carly Simon;
- 26 aprile: ...Baby One More Time di Britney Spears;
- 27 aprile: You're So Vain di Carly Simon;
- 28 aprile: A Thousand Miles di Vanessa Carlton;
- 30 aprile: Dreams di Fleetwood Mac;
- 2 maggio: You're So Vain di Carly Simon;
- 3 maggio: You're So Vain di Carly Simon;
- 5 maggio: Man! I Feel Like a Woman di Shania Twain;
- 6 maggio: You're So Vain di Carly Simon;
- 7 maggio: Dreams di Fleetwood Mac;
- 9 maggio: Hopelessly Devoted To You di Olivia Newton-John;
- 10 maggio: Tongue Tied di Grouplove;
- 11 maggio: The Sweet Escape di Gwen Stefani;
- 13 maggio: A Thousand Miles di Vanessa Carlton;
- 14 maggio: You're So Vain di Carly Simon;
- 16 maggio: ...Baby One More Time di Britney Spears;
- 17 maggio: The Sweet Escape di Gwen Stefani;
- 20 maggio: You're So Vain di Carly Simon;
- 28 maggio: The Sweet Escape di Gwen Stefani;
- 4 giugno: The Sweet Escape di Gwen Stefani;
- 11 giugno: Smile di Lilly Allen;
- 13 giugno: ...Baby One More Time di Britney Spears;
- 14 giugno: You're So Vain di Carly Simon;
- 16 giugno: Smile di Lilly Allen;
- 18 giugno: ...Baby One More Time di Britney Spears;
- 19 giugno: Smile di Lilly Allen;
- 23 giugno: A Thousand Miles di Vanessa Carlton;
- 24 giugno: ...Baby One More Time di Britney Spears;
- 25 giugno: You're So Vain di Carly Simon;
- 27 giugno: You're So Vain di Carly Simon;
- 29 giugno: Lay All Your Love on Me degli ABBA;
- 2 luglio: Lay All Your Love on Me degli ABBA;
- 3 luglio: Smile di Lilly Allen;
- 18 luglio: The Sweet Escape di Gwen Stefani;
- 19 luglio: Lay All Your Love on Me degli ABBA;
- 21 luglio: Lay All Your Love on Me degli ABBA;
- 22 luglio: The Sweet Escape di Gwen Stefani;
- 25 luglio: ...Baby One More Time di Britney Spears;
- 27 luglio: Lay All Your Love on Me degli ABBA;
- 29 luglio: The Sweet Escape di Gwen Stefani;
- 3 agosto: Man! I Feel Like a Woman di Shania Twain;
- 4 agosto: Lay All Your Love on Me degli ABBA.

## Date del tour
| Data              | Città            | Stato        | Luogo                                  | Artisti d'apertura    |
| Nord America      | Nord America     | Nord America | Nord America                           | Nord America          |
| ----------------- | ---------------- | ------------ | -------------------------------------- | --------------------- |
| 29 settembre 2022 | Atlanta          | Stati Uniti  | Center Stage                           | Girlhouse             |
| 1º ottobre 2022   | Baltimora        | Stati Uniti  | Rams Head Live!                        | Girlhouse             |
| 2 ottobre 2022    | Filadelfia       | Stati Uniti  | Theatre of Living Arts                 | Girlhouse             |
| 3 ottobre 2022    | Boston           | Stati Uniti  | Big Night Live                         | Girlhouse             |
| 5 ottobre 2022    | New York         | Stati Uniti  | Webster Hall                           | Girlhouse             |
| 6 ottobre 2022    | New York         | Stati Uniti  | Webster Hall                           | Girlhouse             |
| 7 ottobre 2022    | Washington, D.C. | Stati Uniti  | Lincoln Theatre                        | Girlhouse             |
| 9 ottobre 2022    | Chicago          | Stati Uniti  | House of Blues                         | Girlhouse             |
| 10 ottobre 2022   | Toronto          | Canada       | Phoenix Concert Theatre                | Girlhouse             |
| 12 ottobre 2022   | Tempe            | Stati Uniti  | Marquee Theatre                        | Girlhouse             |
| 13 ottobre 2022   | San Diego        | Stati Uniti  | Observatory North Park                 | Girlhouse             |
| 15 ottobre 2022   | Los Angeles      | Stati Uniti  | Wiltern Theatre                        | Girlhouse             |
| 16 ottobre 2022   | San Francisco    | Stati Uniti  | Regency Center                         | Girlhouse             |
| 20 ottobre 2022   | Orlando          | Stati Uniti  | Hard Rock Live                         | N.D.                  |
| Nord America      |                  |              |                                        |                       |
| 16 marzo 2023     | Hollywood        | Stati Uniti  | Hard Rock Live Seminole                | Spill Tab             |
| 17 marzo 2023     | Saint Petersburg | Stati Uniti  | Jannus Live                            | Spill Tab             |
| 20 marzo 2023     | New Orleans      | Stati Uniti  | Orpheum Theater                        | Spill Tab             |
| 22 marzo 2023     | Houston          | Stati Uniti  | Warehouse Live                         | Spill Tab             |
| 24 marzo 2023     | Dallas           | Stati Uniti  | The Factory in Deep Ellum              | Spill Tab             |
| 25 marzo 2023     | San Antonio      | Stati Uniti  | The Espee Pavilion                     | Spill Tab             |
| 26 marzo 2023     | Austin           | Stati Uniti  | ACL Live at The Moody Theater          | Spill Tab             |
| 28 marzo 2023     | Tulsa            | Stati Uniti  | Tulsa Theater                          | Spill Tab             |
| 30 marzo 2023     | Denver           | Stati Uniti  | The Mission Ballroom                   | Spill Tab             |
| 1º aprile 2023    | Salt Lake City   | Stati Uniti  | The Union Event Center                 | Spill Tab             |
| 2 aprile 2023     | Garden City      | Stati Uniti  | Revolution Concert House               | Spill Tab             |
| 5 aprile 2023     | Calgary          | Canada       | Grey Eagle Resort and Casino           | Spill Tab             |
| 6 aprile 2023     | Edmonton         | Canada       | Edmonton Convention Centre             | Spill Tab             |
| 8 aprile 2023     | Vancouver        | Canada       | PNE Forum                              | Spill Tab             |
| 11 aprile 2023    | Seattle          | Stati Uniti  | Paramount Theatre                      | Spill Tab             |
| 14 aprile 2023    | San Francisco    | Stati Uniti  | The Warfield                           | Spill Tab             |
| 15 aprile 2023    | San Francisco    | Stati Uniti  | The Warfield                           | Spill Tab             |
| 16 aprile 2023    | Wheatland        | Stati Uniti  | Hard Rock Hotel and Casino Sacramento  | Spill Tab             |
| 19 aprile 2023    | San Diego        | Stati Uniti  | Humphreys Concerts By the Bay          | Spill Tab             |
| 20 aprile 2023    | Los Angeles      | Stati Uniti  | Greek Theatre                          | Spill Tab Blu DeTiger |
| 22 aprile 2023    | Las Vegas        | Stati Uniti  | The Theater at Virgin Hotels Las Vegas | Blu DeTiger           |
| 23 aprile 2023    | Mesa             | Stati Uniti  | Mesa Amphitheatre                      | Blu DeTiger           |
| 26 aprile 2023    | Kansas City      | Stati Uniti  | Arvest Bank Theatre at The Midland     | Blu DeTiger           |
| 27 aprile 2023    | Minneapolis      | Stati Uniti  | State Theatre                          | Blu DeTiger           |
| 28 aprile 2023    | Madison          | Stati Uniti  | The Sylvee                             | Blu DeTiger           |
| 30 aprile 2023    | Chesterfield     | Stati Uniti  | The Factory                            | Blu DeTiger           |
| 2 maggio 2023     | Nashville        | Stati Uniti  | Ryman Auditorium                       | Blu DeTiger           |
| 3 maggio 2023     | Indianapolis     | Stati Uniti  | Egyptian Room at Old National Centre   | Blu DeTiger           |
| 5 maggio 2023     | Toronto          | Canada       | Meridian Hall                          | Blu DeTiger           |
| 6 maggio 2023     | Detroit          | Stati Uniti  | Masonic Temple Theatre                 | Blu DeTiger           |
| 7 maggio 2023     | Cleveland        | Stati Uniti  | Agora Theater & Ballroom               | Blu DeTiger           |
| 9 maggio 2023     | Boston           | Stati Uniti  | The Roadrunner Boston                  | Blu DeTiger           |
| 10 maggio 2023    | New York         | Stati Uniti  | Terminal 5                             | Blu DeTiger           |
| 11 maggio 2023    | New York         | Stati Uniti  | Terminal 5                             | Blu DeTiger           |
| 13 maggio 2023    | Filadelfia       | Stati Uniti  | Franklin Music Hall                    | Blu DeTiger           |
| 14 maggio 2023    | Washington       | Stati Uniti  | The Anthem                             | Blu DeTiger           |
| 16 maggio 2023    | Raleigh          | Stati Uniti  | The Ritz                               | Blu DeTiger           |
| 17 maggio 2023    | Atlanta          | Stati Uniti  | The Eastern                            | Blu DeTiger           |
| 20 maggio 2023    | Gulf Shores      | Stati Uniti  | Gulf Shores Public Beach               | N.D.                  |
| Sud America       |                  |              |                                        |                       |
| 28 maggio 2023    | Rio de Janeiro   | Brasile      | Jockey Clube                           | N.D.                  |
| 4 giugno 2023     | San Paolo        | Brasile      | Anhangabaú River                       | N.D.                  |
| Europa            |                  |              |                                        |                       |
| 11 giugno 2023    | Dublino          | Irlanda      | 3Olympia Theatre                       | Annika Bennett        |
| 13 giugno 2023    | Glasgow          | Regno Unito  | Barrowland Ballroom                    | Annika Bennett        |
| 14 giugno 2023    | Manchester       | Regno Unito  | O2 Apollo                              | Annika Bennett        |
| 16 giugno 2023    | Newport          | Regno Unito  | Seaclose Park                          | N.D.                  |
| 18 giugno 2023    | Birmingham       | Regno Unito  | O2 Academy                             | Annika Bennett        |
| 19 giugno 2023    | Londra           | Regno Unito  | Eventim Apollo                         | Annika Bennett        |
| 23 giugno 2023    | Bruxelles        | Belgio       | Palais 12 CLUB+                        | Annika Bennett        |
| 24 giugno 2023    | Colonia          | Germania     | Palladium                              | Annika Bennett        |
| 25 giugno 2023    | Amsterdam        | Paesi Bassi  | Melkweg                                | Annika Bennett        |
| 27 giugno 2023    | Berlino          | Germania     | Astra Kulturhaus                       | Annika Bennett        |
| 29 giugno 2023    | Stoccolma        | Svezia       | Gärdet                                 | N.D.                  |
| 2 luglio 2023     | Londra           | Regno Unito  | Hyde Park                              | N.D.                  |
| 3 luglio 2023     | Parigi           | Francia      | Zénith La Villette                     | Annika Bennett        |
| Asia              |                  |              |                                        |                       |
| 18 luglio 2023    | Tokyo            | Giappone     | Toyosu PIT                             | N.D.                  |
| 19 luglio 2023    | Osaka            | Giappone     | Zepp Osaka Bayside                     | N.D.                  |
| 21 luglio 2023    | Kuala Lumpur     | Malaysia     | Sepang International Circuit           | N.D.                  |
| 22 luglio 2023    | Giacarta         | Indonesia    | Gelora Bung Karno Sports Complex       | N.D.                  |
| 25 luglio 2023    | Quezon City      | Filippine    | New Frontier Theater                   | N.D.                  |
| 27 luglio 2023    | Singapore        | Singapore    | Sands Expo & Convention Centre         | N.D.                  |
| 29 luglio 2023    | Bangkok          | Tailandia    | Bitec Hall                             | N.D.                  |
| Nord America      |                  |              |                                        |                       |
| 3 agosto 2023     | Chicago          | Stati Uniti  | House of Blues Chicago                 | Cafuné                |
| 4 agosto 2023     | Chicago          | Stati Uniti  | Grant Park                             | N.D.                  |

### Concerti cancellati
| Data           | Città        | Stato        | Luogo             | Motivazione                                                |
| Nord America   | Nord America | Nord America | Nord America      | Nord America                                               |
| -------------- | ------------ | ------------ | ----------------- | ---------------------------------------------------------- |
| 10 aprile 2023 | Portland     | Stati Uniti  | Keller Auditorium | Cancellato per allarme bomba in un locale nelle vicinanze. |